# Rotace (operátor)
Rotace je diferenciální operátor udávající v každém bodě míru otáčení (rotace) vektorového pole. Nenulovou rotaci může mít i pole se směrem neměnným v prostoru. Přesněji lze říct, že se jedná o míru odchýlení daného pole od pole získaného jako gradient daného vektorového pole. Touto operací se získá pseudovektor.

## Definice
Operátor rotace je definován jako působení operátoru nabla prostřednictvím vektorového součinu na vektorovou funkci {\displaystyle \mathbf {F} \colon \mathbb {R} ^{3}\rightarrow \mathbb {R} ^{3}}:
{\displaystyle \operatorname {rot} \,\mathbf {F} =\nabla \times \mathbf {F} ={\begin{vmatrix}{\vec {\imath }}&{\vec {\jmath }}&{\vec {k}}\\{\frac {\partial }{\partial x}}&{\frac {\partial }{\partial y}}&{\frac {\partial }{\partial z}}\\F_{x}&F_{y}&F_{z}\end{vmatrix}}=\left({\frac {\partial F_{z}}{\partial y}}-{\frac {\partial F_{y}}{\partial z}}\right){\vec {\imath }}+\left({\frac {\partial F_{x}}{\partial z}}-{\frac {\partial F_{z}}{\partial x}}\right){\vec {\jmath }}+\left({\frac {\partial F_{y}}{\partial x}}-{\frac {\partial F_{x}}{\partial y}}\right){\vec {k}}={\begin{bmatrix}{\frac {\partial F_{z}}{\partial y}}-{\frac {\partial F_{y}}{\partial z}}\\{\frac {\partial F_{x}}{\partial z}}-{\frac {\partial F_{z}}{\partial x}}\\{\frac {\partial F_{y}}{\partial x}}-{\frac {\partial F_{x}}{\partial y}}\end{bmatrix}}}
kde v prvním řádku uvedeného determinantu jsou vektory kanonické ortonormální báze 3rozměrného Eukleidovského prostoru ve směrech kartézských souřadných os {\displaystyle x,y,z} a {\displaystyle \mathbf {F} ={\vec {\imath }}F_{x}+{\vec {\jmath }}F_{y}+{\vec {k}}F_{z}}, kde {\displaystyle F_{x},F_{y},F_{z}} jsou spojitě diferencovatelné funkce proměnných {\displaystyle x,y,z}.

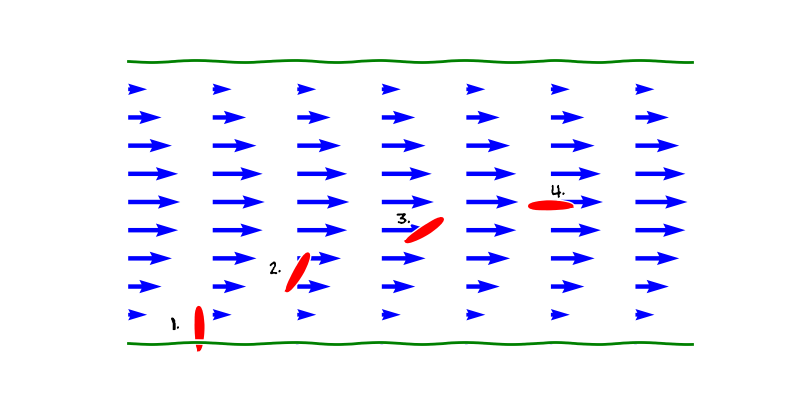
Nejběžnějším vektorovým polem s nenulovou rotací je rychlostní pole v řece. Například loďku, která odrazí kolmo od břehu, proud stáčí. Vektorové pole rychlosti proudění má ve všech bodech kromě středu toku nenulovou rotaci.

Operátor rotace se označuje {\displaystyle \mathrm {rot} }, v anglické literatuře {\displaystyle \mathrm {curl} }. Pro výpočet rotace vektorového pole dvou proměnných formálně dodefinováváme třetí komponentu {\displaystyle F_{z}} nulovou.
Nabla je diferenciální operátor, značí se symbolem {\displaystyle \textstyle {\nabla }\equiv \left[{\frac {\partial }{\partial x}},{\frac {\partial }{\partial y}},{\frac {\partial }{\partial z}}\right]} (tj. symbolem nabla, názvu hebrejského strunného nástroje podobného tvaru), jakožto notací pro zkrácený zápis. Svým diferenciálním charakterem působí operátor napravo (tedy na symboly stojící napravo od něj), přičemž se projevuje jeho vektorový charakter. Zcela výjimečně se lze setkat také s tím, že je operátor nabla označován jako Hamiltonův operátor, neboť jej jako první používal sir William Rowan Hamilton. Označení Hamiltonův operátor je však téměř výhradně používáno pro hamiltonián. To je operátor celkové energie v kvantové mechanice, který se od operátoru nabla zásadně liší.

## Vlastnosti
Jsou-li {\displaystyle \mathbf {F} }, {\displaystyle \mathbf {G} } vektorová pole, {\displaystyle f} skalární pole, {\displaystyle a}, {\displaystyle b} reálná čísla, potom operátor rotace splňuje následující rovnosti:
Je lineární vůči reálným číslům
{\displaystyle \nabla \times \left(a\mathbf {F} +b\mathbf {G} \right)=a\nabla \times \mathbf {F} +b\nabla \times \mathbf {G} }.
Rotace gradientu je nulový vektor
{\displaystyle \nabla \times \nabla f=\mathrm {rot} \,\mathrm {grad} \,f=\mathbf {0} }.
Rotace z vektorového pole násobeného polem skalárním (vektoru funkcí) je
{\displaystyle \nabla \times \left(f\mathbf {F} \right)=\nabla f\times \mathbf {F} +f\nabla \times \mathbf {F} }.
Rotace z vektorového součinu dvou vektorových polí je
{\displaystyle \nabla \times \left(\mathbf {F} \times \mathbf {G} \right)=\left(\mathbf {G} \cdot \nabla \right)\mathbf {F} -\left(\mathbf {F} \cdot \nabla \right)\mathbf {G} +\mathbf {F} \left(\nabla \cdot \mathbf {G} \right)-\mathbf {G} \left(\nabla \cdot \mathbf {F} \right)},
kdežto pro rotaci z rotace vektorového pole F platí
{\displaystyle \nabla \times \left(\nabla \times \mathbf {F} \right)=\nabla \left(\nabla \cdot \mathbf {F} \right)-\Delta \mathbf {F} }.

## Vyjádření v různých soustavách souřadnic
Je-li {\displaystyle \mathbf {F} } vektorové pole v daných souřadnicích, pak platí:
Ve válcových souřadnicích:
{\displaystyle \nabla \times \mathbf {F} =\left({1 \over r}{\partial F_{z} \over \partial \varphi }-{\partial F_{\varphi } \over \partial z}\right){\boldsymbol {\vec {r}}}+\left({\partial F_{r} \over \partial z}-{\partial F_{z} \over \partial r}\right){\boldsymbol {\vec {\varphi }}}+{1 \over r}\left({\partial (rF_{\varphi }) \over \partial r}-{\partial F_{r} \over \partial \varphi }\right){\boldsymbol {\vec {z}}}}
Ve sférických souřadnicích:
{\displaystyle \nabla \times \mathbf {F} ={1 \over r\sin \theta }\left({\partial  \over \partial \theta }(F_{\varphi }\sin \theta )-{\partial F_{\theta } \over \partial \varphi }\right){\boldsymbol {\vec {r}}}+{1 \over r}\left({1 \over \sin \theta }{\partial F_{r} \over \partial \varphi }-{\partial  \over \partial r}(rF_{\varphi })\right){\boldsymbol {\vec {\theta }}}+{1 \over r}\left({\partial  \over \partial r}(rF_{\theta })-{\partial F_{r} \over \partial \theta }\right){\boldsymbol {\vec {\varphi }}}}
V obecných ortogonálních souřadnicích má rotace s využitím Laméových koeficientů {\displaystyle h_{1}},{\displaystyle h_{2}},{\displaystyle h_{3}} tvar:
{\displaystyle {\begin{aligned}\nabla \times \mathbf {F} =&{\phantom {+\ \,}}{\frac {1}{h_{2}h_{3}}}\left({\frac {\partial \left(h_{3}F_{3}\right)}{\partial x_{2}}}-{\frac {\partial \left(h_{2}F_{2}\right)}{\partial x_{3}}}\right){\boldsymbol {\vec {x}}}_{1}\\&+{\frac {1}{h_{1}h_{3}}}\left({\frac {\partial \left(h_{1}F_{1}\right)}{\partial x_{3}}}-{\frac {\partial \left(h_{3}F_{3}\right)}{\partial x_{1}}}\right){\boldsymbol {\vec {x}}}_{2}\\&+{\frac {1}{h_{1}h_{2}}}\left({\frac {\partial \left(h_{2}F_{2}\right)}{\partial x_{1}}}-{\frac {\partial \left(h_{1}F_{1}\right)}{\partial x_{2}}}\right){\boldsymbol {\vec {x}}}_{3}\end{aligned}}}

## Užití
Rotace využívá Stokesova věta, která převádí křivkový integrál vektorového pole po uzavřené křivce na plošný integrál rotace tohoto vektorového pole přes libovolnou plochu křivkou ohraničenou.
Je-li rotace vektorového pole nulová, pak se toto pole dá napsat jako gradient skalární funkce a nazývá se potenciální vektorové pole.
Rotace vystupuje v řadě fyzikálních zákonů, například v Maxwellových rovnicích.